# San Miguel Petapa
San Miguel Petapa es una ciudad en crecimiento que forma parte de la Mancomunidad Gran Ciudad del Sur dentro  de Departamento de Guatemala, en la República de Guatemala. El parque central está localizado a 20 km al sur de la Ciudad de Guatemala y a 4 km al este de Villa Nueva y el municipio tiene una población aproximada de 150.513 habitantes de acuerdo a proyecciones del INE al año 2022. tanto así que actualmente se ubica dentro de las 20 ciudades más importantes de Guatemala.

## Toponimia

### Nombre en castellano
Muchos de los nombres de los municipios y poblados de Guatemala constan de dos partes: el nombre del santo católico que se venera el día en que fueron fundados y una descripción con raíz náhuatl; esto se debe a que las tropas que invadieron la región en la década de 1520 al mando de Pedro de Alvarado estaban compuestas por soldados españoles y por indígenas tlaxcaltecas y cholultecas. Así pues, según Francisco Rubio «Petapa» es una palabra de origen náhuatl, que significa «río de esteras o petates».

### Nombre en Pokomam
San Miguel Petapa estaba originalmente compuesto por una población indígena de ascendencia Pokomam, situación que se ve reflejada en su nombre, que significa «lugar de esteras o petates». Thomas Gage lo señala como una palabra compuesta de «pet» que significa «estera» y «thap» que quiere decir «agua», surgiendo el nombre de «estera de agua» o «cama de agua».

## Geografía física

### Ubicación
San Miguel Petapa está completamente rodeado por municipios del Departamento de Guatemala:
- Norte: Ciudad de Guatemala
- Sur, este y sureste: Villa Canales
- Oeste: Villa Nueva
- Suroeste: Lago de Amatitlán

|                             | Norte: Ciudad de Guatemala |                        |
| Oeste: Villa Nueva          |                            | Este: Villa Canales    |
| Suroeste: Lago de Amatitlán | Sur: Villa Canales         | Sureste: Villa Canales |

### Topografía
El municipio es plano en un 75%, con el resto del área formada por cerros y serranías; tiene una altura de 1360 m s. n. m.

### Hidrografía
El municipio está bañado de norte a sur por los ríos Pinula, Villalobos y Platanitos, los cuales confluyen en el río Villalobos antes de desembocar en el Lago de Amatitlán; con el auge urbanístico que tuvo la Ciudad de Guatemala en los cuarenta años que siguieron al terremoto de 1976 estos ríos se convirtieron en vertederos de aguas negras y desechos sólidos.
También existen algunos riachuelos, quebradas y manantiales, siendo el principal el manantial de Ojo de Agua, que es la principal fuente de agua potable para el municipio.

### Clima
La cabecera departamental de San Miguel Petapa tiene clima tropical (Clasificación de Köppen: Aw).
| Parámetros climáticos promedio de San Miguel Petapa | Parámetros climáticos promedio de San Miguel Petapa | Parámetros climáticos promedio de San Miguel Petapa | Parámetros climáticos promedio de San Miguel Petapa | Parámetros climáticos promedio de San Miguel Petapa | Parámetros climáticos promedio de San Miguel Petapa | Parámetros climáticos promedio de San Miguel Petapa | Parámetros climáticos promedio de San Miguel Petapa | Parámetros climáticos promedio de San Miguel Petapa | Parámetros climáticos promedio de San Miguel Petapa | Parámetros climáticos promedio de San Miguel Petapa | Parámetros climáticos promedio de San Miguel Petapa | Parámetros climáticos promedio de San Miguel Petapa | Parámetros climáticos promedio de San Miguel Petapa |
| Mes                                                 | Ene.                                                | Feb.                                                | Mar.                                                | Abr.                                                | May.                                                | Jun.                                                | Jul.                                                | Ago.                                                | Sep.                                                | Oct.                                                | Nov.                                                | Dic.                                                | Anual                                               |
| --------------------------------------------------- | --------------------------------------------------- | --------------------------------------------------- | --------------------------------------------------- | --------------------------------------------------- | --------------------------------------------------- | --------------------------------------------------- | --------------------------------------------------- | --------------------------------------------------- | --------------------------------------------------- | --------------------------------------------------- | --------------------------------------------------- | --------------------------------------------------- | --------------------------------------------------- |
| Temp. máx. media (°C)                               | 26.1                                                | 27.0                                                | 28.4                                                | 28.6                                                | 28.3                                                | 26.6                                                | 26.8                                                | 26.8                                                | 26.1                                                | 26.1                                                | 25.6                                                | 25.7                                                | 26.8                                                |
| Temp. media (°C)                                    | 20.2                                                | 20.7                                                | 21.9                                                | 22.6                                                | 22.7                                                | 21.9                                                | 22.0                                                | 21.8                                                | 21.5                                                | 21.3                                                | 20.4                                                | 20.1                                                | 21.4                                                |
| Temp. mín. media (°C)                               | 14.3                                                | 14.5                                                | 15.5                                                | 16.7                                                | 17.2                                                | 17.3                                                | 17.2                                                | 16.9                                                | 16.9                                                | 16.5                                                | 15.3                                                | 14.5                                                | 16.1                                                |
| Precipitación total (mm)                            | 1                                                   | 2                                                   | 3                                                   | 24                                                  | 120                                                 | 248                                                 | 214                                                 | 182                                                 | 229                                                 | 126                                                 | 16                                                  | 4                                                   | 1169                                                |
| Fuente: Climate-Data.org                            |                                                     |                                                     |                                                     |                                                     |                                                     |                                                     |                                                     |                                                     |                                                     |                                                     |                                                     |                                                     |                                                     |

## Lugares Poblados
San Miguel Petapa se posiciona como el treciavo municipio más poblado de Guatemala. El municipio alberga un total de 128, incluidos aldeas, asentamientos, colonias, fincas y ciudad. Entre los  lugares más poblados, vive el 62% de población petapeña.
A continuación un listado de los 15 lugares más poblados del municipio de San Miguel Petapa:
| #                 | Código            | Lugar                                                                               | Tipo              | Población |
| ----------------- | ----------------- | ----------------------------------------------------------------------------------- | ----------------- | --------- |
| 1                 | 117102            | Villa Hermosa I y II                                                                | Colonia           | 24 016    |
| 2                 | 117080            | Prados de Villa Hermosa                                                             | Colonia           | 14 871    |
| 3                 | 117001            | San Miguel Petapa (Centro)                                                          | Pueblo            | 7 745     |
| 4                 | 117005            | Alamedas de Villa Flores                                                            | Colonia           | 5 134     |
| 5                 | 117025            | Residenciales Esmeralda                                                             | Colonia           | 4 776     |
| 6                 | 117083            | Ribera del Río                                                                      | Colonia           | 4 339     |
| 7                 | 117085            | San Antonio                                                                         | Colonia           | 4 167     |
| 8                 | 117011            | Cañadas del Río                                                                     | Colonia           | 2 652     |
| 9                 | 117057            | Los Alamos                                                                          | Otro              | 2 528     |
| 10                | 117072            | Las Margaritas, Luisa Alejandra, Santa Teresita, Valles de María, Villas de Guillen | Colonia           | 2 527     |
| 11                | 117018            | El Cerro                                                                            | Caserío           | 2 472     |
| 12                | 117082            | Residenciales Petapa II                                                             | Colonia           | 2 268     |
| 13                | 117027            | Fuentes del Valle I                                                                 | Colonia           | 2 228     |
| 14                | 117002            | Villa Hermosa I Sector 10 y 11                                                      | Colonia           | 2 088     |
| 15                | 117034            | Jardines de la Mansión                                                              | Colonia           | 1 959     |
| San Miguel Petapa | San Miguel Petapa | San Miguel Petapa                                                                   | San Miguel Petapa | 135 447   |

## Historia

### Convento y doctrina de los dominicos

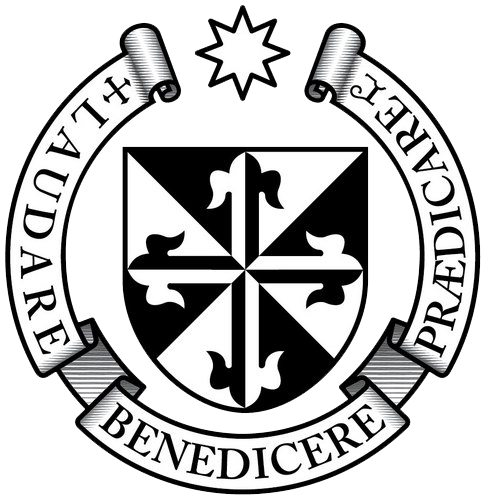
Escudo de la Orden de Predicadores.

La corona española se enfocó en la catequización de los indígenas; las congregaciones fundadas por los misioneros reales en el Nuevo Mundo fueron llamadas «doctrinas de indios» o simplemente «doctrinas». Originalmente, los frailes tenían únicamente una misión temporal: enseñarle la fe católica a los indígenas, para luego dar paso a parroquias seculares como las establecidas en España; con este fin, los frailes debían haber enseñado los evangelios y el idioma español a los nativos. Ya cuando los indígenas estuvieran catequizados y hablaran español, podrían empezar a vivir en parroquias y a contribuir con el diezmo, como hacían los peninsulares.
Pero este plan nunca se llevó a cabo, principalmente porque la corona perdió el control de las órdenes regulares tan pronto como los miembros de éstas se embarcaron para América; además, los indígenas nunca llegaron a entender el catolicismo correctamente porque por ser éste un concepto sumamente complejo, los frailes de la Ordende Predicadores no pudieron traducirlo correctamente a los lenguajes indígenas. Por otra parte, protegidos por sus privilegios apostólicos para ayudar a la conversión de los indígenas, los misionares solamente atendieron a la autoridad de sus priores y provinciales, y no a la de las autoridades españolas ni a las de los obispos. Los provinciales de las órdenes, a su vez, únicamente rendían cuentas a los líderes de su orden y no a la corona; una vez habían establecido una doctrina, protegían sus intereses en ella, incluso en contra de los intereses del rey y de esta forma las doctrinas pasaron a ser pueblos de indios que se quedaron establecidos para todo el resto de la colonia.
Las doctrinas fueron fundadas a discreción de los frailes, ya que tenían libertad completa para establecer comunidades para catequizar a los indígenas, con la esperanza de que estas pasaran con el tiempo a la jurisdicción de una parroquia secular a la que se le pagaría el diezmo; en realidad, lo que ocurrió fue que las doctrinas crecieron sin control y nunca pasaron al control de parroquias; se formaron alrededor de una cabecera en donde tenían su monasterio permanente los frailes y de dicha cabecera salían a catequizar o visitar las aldeas y caseríos que pertenecían a la doctrina, y que se conocían como anexos, visitas o pueblos de visita.  La administración colectiva por parte del grupo de frailes eran la característica más importante de las doctrinas ya que garantizaba la continuación del sistema de la comunidad en caso falleciese uno de los dirigentes.
En 1638, los dominicos separaron a sus grandes doctrinas —que les representaban considerables ingresos económicos— en grupos centrados en sus seis conventos: Los conventos estaban en: la ciudad de Santiago de los Caballeros de Guatemala, Amatitlán, Verapaz, Sonsonate, San Salvador y Sacapulas. Específicamente el convento de Amatitlán, la doctrina abarcaba los poblados de Amatitlán, Petapa, Mixco y San Cristóbal.

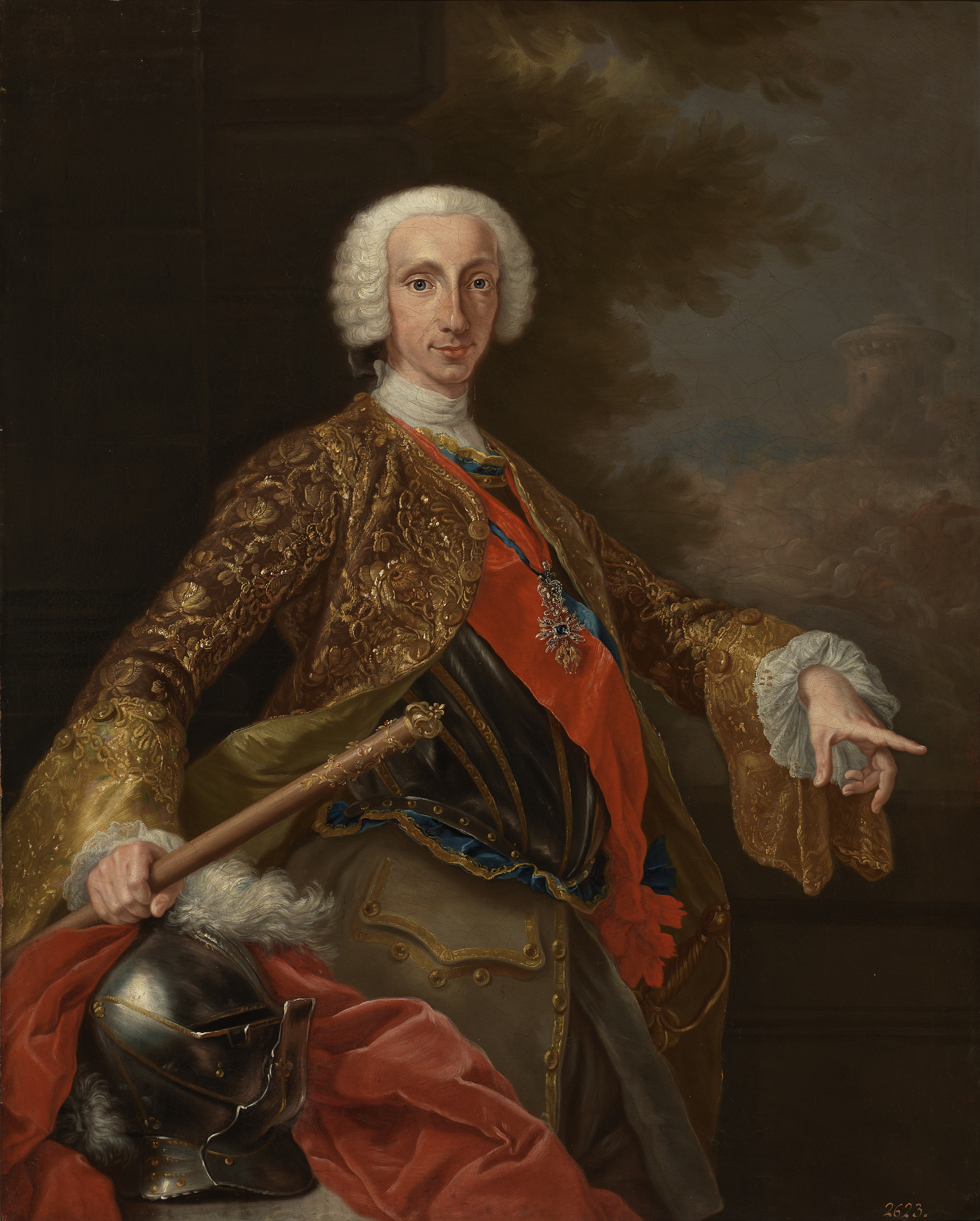
Rey Carlos III de España, promotor de las reformas borbónicas.

En 1754, en virtud de una Real Cédula parte de las Reformas Borbónicas, todos los curatos de las órdenes regulares fueron traspasados al clero secular.
En 1765 se publicaron las reformas borbónicas de la Corona española, que pretendían recuperar el poder real sobre las colonias y aumentar la recaudación fiscal. Con estas reformas se crearon los estancos para controlar la producción de las bebidas embriagantes, el tabaco, la pólvora, los naipes y el patio de gallos. La real hacienda subastaba el estanco anualmente y un particular lo compraba, convirtiéndose así en el dueño del monopolio de cierto producto. Ese mismo año se crearon cuatro subdelegaciones de la Real Hacienda en San Salvador, Ciudad Real, Comayagua y León y la estructura político administrativa de la Capitanía General de Guatemala cambió a quince provincias:
Además de esta redistribución administrativa, la corona española estableció una política tendiente a disminuir el poder de la Iglesia católica, el cual hasta ese momento era prácticamente absoluto sobre los vasallos españoles. Esta política de disminución de poder de la iglesia se basaba en la Ilustración
Durante al traslado de Petapa a su actual ubicación en el xviii, las reliquias religiosas de la Iglesia Católica fueron conservadas, incluyendo la imagen del «Señor Sepultado» que tiene cinco siglos de antigüedad.[cita requerida]

### Tras la Independencia de Centroamérica
Luego de la Independencia de Centroamérica en 1821, la constitución del Estado de Guatemala promulgada el 11 de octubre de 1825 estableció los circuitos para la administración de justicia en el territorio del Estado; allí se menciona que «los Petapas» pertenía al circuito Sur-Guatemala junto con los barrio de las parroquias de Santo Domingo y de Los Remedios, y los poblados de San Pedro Las Huertas, Ciudad Vieja, Guadalupe, Pinula, Arrazola, Mixco, Villa Nueva y Amatitlán.

### Creación del departamento de Amatitlán

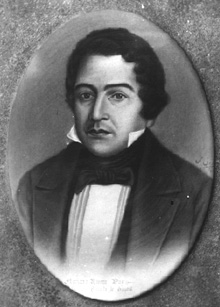
Retrato de Mariano Rivera Paz, gobernador del Estado de Guatemala que instituyó a Amatilán como distrito independiente en 1839.

Tras la Independencia de Centroamérica y durante el gobierno de Mariano Rivera Paz, por decreto del 6 de noviembre de 1839, Amatitlán formó un distrito independiente junto con Palín y Villa Nueva para su gobierno político. El decreto del 6 de noviembre de 1839 textualmente dice:
1. «La ciudad de Amatitlán, San Cristóbal Palín, Villa Nueva, San Miguel y Santa Inés Petapa y todos los lugares anexos a estas poblaciones compondrán un distrito independiente para el gobierno político y será a cargo de un teniente corregidor, que ejercerá sus funciones con arreglo a la ley de 2 de octubre de este año y gozará la dotación de mil pesos anuales».
2. «En el mismo distrito se establecerá un Juez de primera instancia para la administración de Justicia.»[24]

El distrito cambió su nombre y categoría a departamento, pasando a ser el Departamento de Amatitlán conforme acuerdo del Ejecutivo del 8 de mayo de 1866 del gobierno del mariscal Vicente Cerna y Cerna.

### Abolición del departamento y creación del municipio de San Miguel Petapa
El departamento de Amatitlán fue suprimido por decreto legislativo 2081 del 29 de abril de 1935 durante el gobierno del general Jorge Ubico. El decreto legislativo 2081 textualmente dice: «Considerando que es conveniente para los intereses del país la supresión del departamento de Amatitlán por tanto decreta:
- Artículo 1.°: Se suprime el departamento de Amatitlán
- Artículo 2.°: Los municipios de Amatitlán, Villa Nueva, San Miguel Petapa y Villa Canales quedan incorporados al de Guatemala y los de Palín y San Vicente Pacaya al de Escuintla.
- Artículo 3.°:  El Ejecutivo dictará las medidas del caso para el cumplimiento, del presente decreto que entrará en vigor el 1.º de julio del corriente año».[24]

## Geografía humana

### Economía

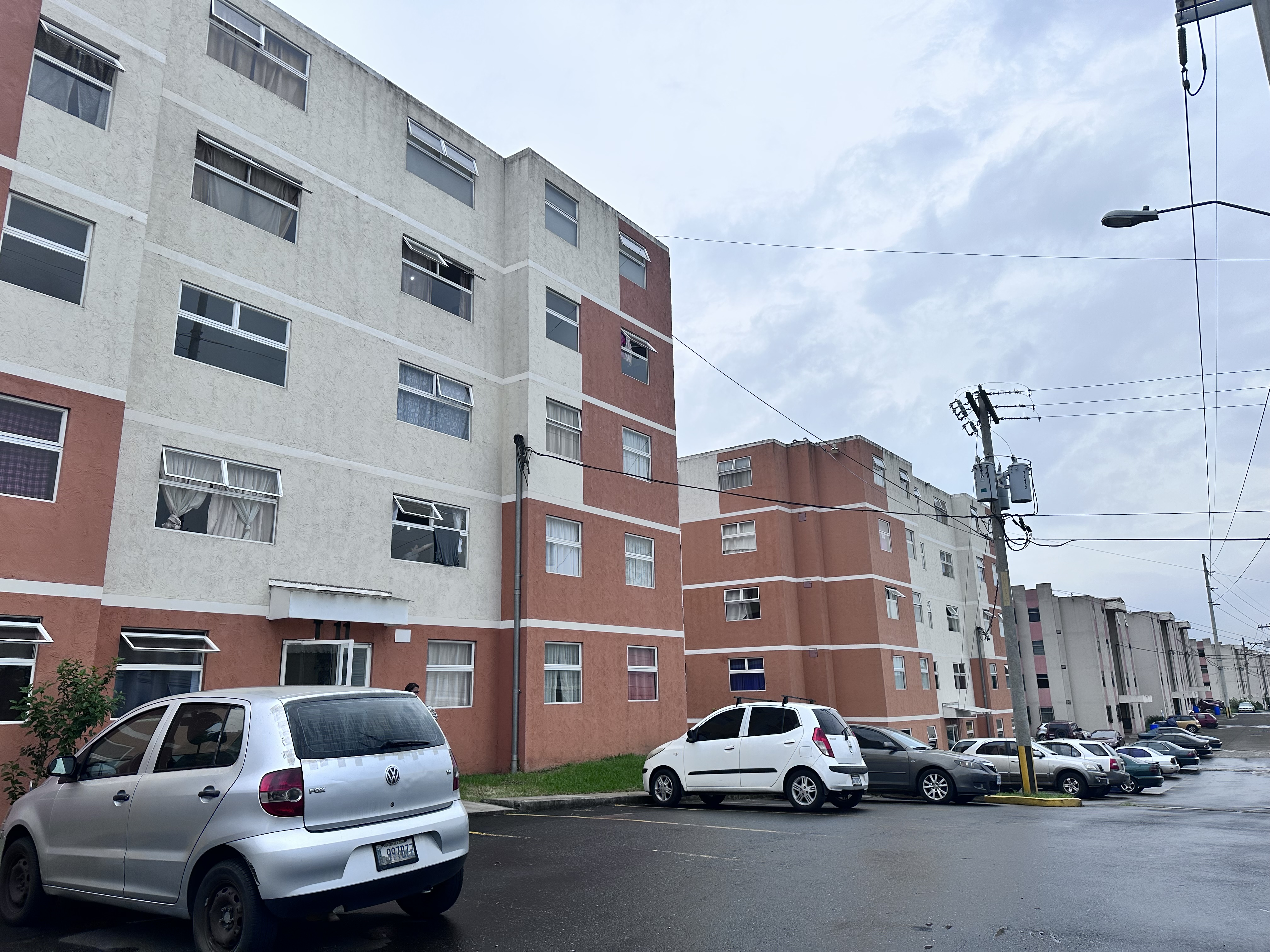
San Miguel Petapa es una de las ciudades con una alta demanda habitacional dentro del Área Metropolitana de Guatemala.

La cabecera municipal es considerada como una ciudad dormitorio, ya que sus pobladores viajan diariamente a la Ciudad de Guatemala y a Villa Nueva para trabajar. Los empleos en el municipio son principalmente de servicios y en comercios. Debido a su popularidad para viviendas, y su cercanía a la Ciudad de Guatemala, cuenta con bancos, supermercados, hospitales, transporte, colegios y universidades. 
También tiene varias vías de accesos:
1. Calle Real, jurisdicción de Villa Nueva.
2. Villa Lobos, Jurisdicción de Villa Nueva.
3. Boulevard El Frutal jurisdicción de  Villa Nueva.
4. Carretera a Villa Canales, jurisdicción de Villa Canales.
5. Autopista VAS que inicia desde Naciones Unidas en Villa Nueva.

## Símbolos
El escudo de San Miguel Petapa tiene una imagen del santo hermano Pedro de San José de Betancur, quien recién llegado a tierras guatemaltecas —parte de la Capitanía General de Guatemala durante la época de la colonia española— radicó por un tiempo en este lugar, residiendo en la iglesia de Nuestra Señora del Rosario antes de establecerse definitivamente la ciudad de Santiago de los Caballeros de Guatemala, que era la capital en ese entonces.

## Política

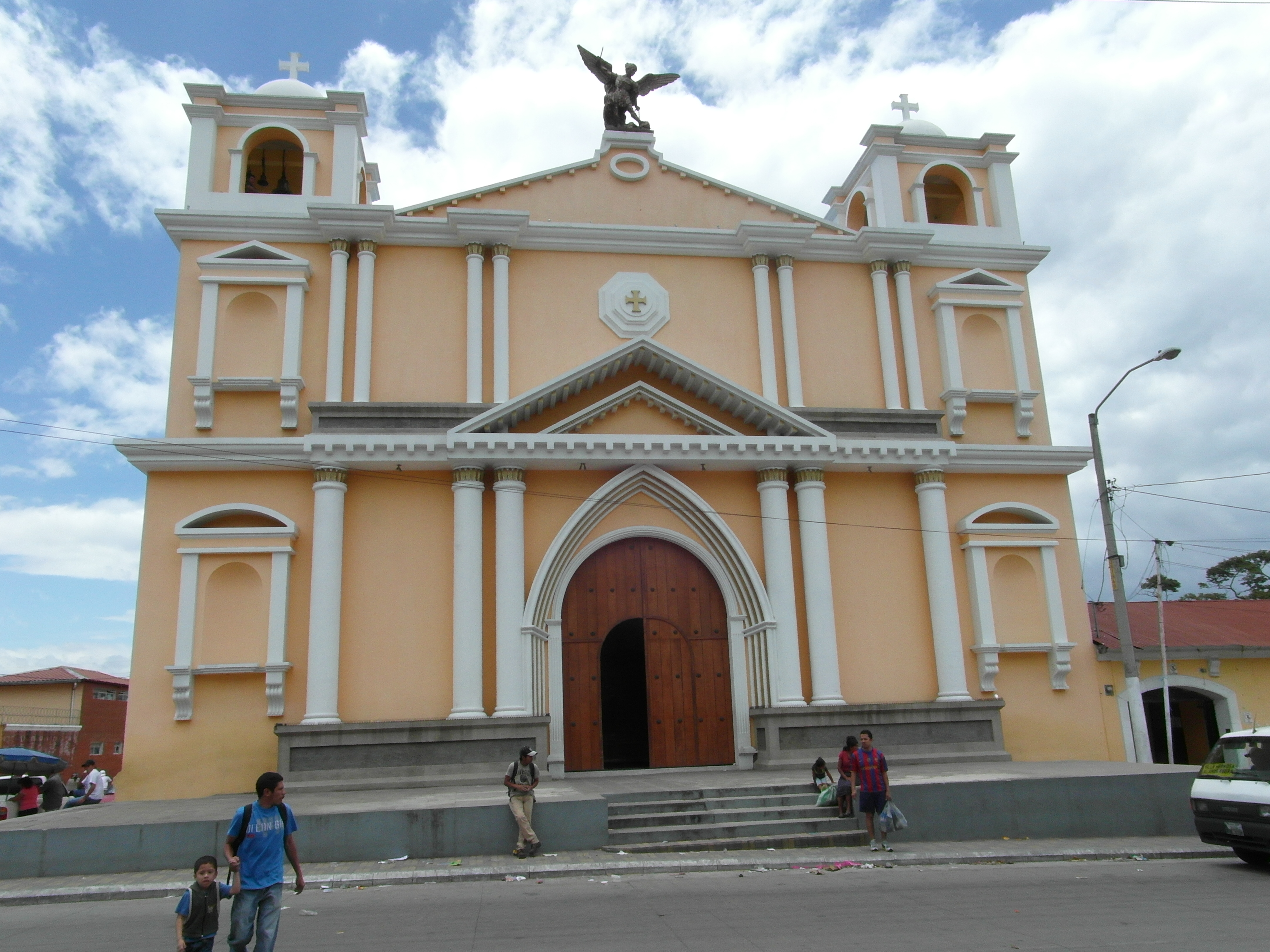
Iglesia de San Miguel Petapa.

Los municipios se encuentran regulados en diversas leyes de la República, que establecen su forma de organización, lo relativo a la conformación de sus órganos administrativos y los tributos destinados para los mismos.  Aunque se trata de entidades autónomas, se encuentran sujetos a la legislación nacional y las principales leyes que los rigen desde 1985 son:
| N.º | Ley                                                | Descripción |
| --- | -------------------------------------------------- | --- |
| 1   | Constitución Política de la República de Guatemala | Tiene una regulación legal específica para los municipios en los artículos 253 al 262. |
| 2   | Ley Electoral y de Partidos Políticos              | Ley de carácter constitucional aplicable a los municipios en el tema de la conformación de sus autoridades electas. |
| 3   | Código Municipal                                   | Decreto 12-2002 del Congreso de la República de Guatemala. Tiene la categoría de ley ordinaria y contiene preceptos generales aplicables a todos los municipios, e inclusive contiene legislación referente a la creación de los municipios.             |
| 4   | Ley de Servicio Municipal                          | Decreto 1-87 del Congreso de la República de Guatemala. Regula las relaciones entra la municipalidad y los servidores públicos en materia laboral. Tiene su base constitucional en el artículo 262 de la constitución que ordena la emisión de la misma. |
| 5   | Ley General de Descentralización                   | Decreto 14-2002 del Congreso de la República de Guatemala. Regula el deber constitucional del Estado, y por ende del municipio, de promover y aplicar la descentralización y desconcentración económica y administrativa.                                |

El gobierno de los municipios está a cargo de un Concejo Municipal mientras que el código municipal —ley ordinaria que contiene disposiciones que se aplican a todos los municipios— establece que «el concejo municipal es el órgano colegiado superior de deliberación y de decisión de los asuntos municipales […] y tiene su sede en la circunscripción de la cabecera municipal»; el artículo 33 del mencionado código establece que «[le] corresponde con exclusividad al concejo municipal el ejercicio del gobierno del municipio».
El concejo municipal se integra con el alcalde, los síndicos y concejales, electos directamente por sufragio universal y secreto para un período de cuatro años, pudiendo ser reelectos.
Existen también las Alcaldías Auxiliares, los Comités Comunitarios de Desarrollo (COCODE), el Comité Municipal del Desarrollo (COMUDE), las asociaciones culturales y las comisiones de trabajo. Los alcaldes auxiliares son elegidos por las comunidades de acuerdo a sus principios y tradiciones, y se reúnen con el alcalde municipal el primer domingo de cada mes, mientras que los Comités Comunitarios de Desarrollo y el Comité Municipal de Desarrollo organizan y facilitan la participación de las comunidades priorizando necesidades y problemas.
La corporación municipal de Petapa está en desarrollo y crecimiento, aunque rezagada con respecto a municipalidades vecinas de Villa Nueva, Villa Canales y Amatitlán. Cuenta con servicio y atención a los vecinos por medio de las redes sociales, así como una Agencia Municipal ubicada en Villa Hermosa.[cita requerida]

### Captura del exalcalde Barillas
El 21 de marzo de 2016, el exalcalde Luis Alberto Barillas fue capturado por supuesto peculado de más de cinco millones de quetzales; el Ministerio Público acusó a Barillas de haber contratado anómalamente a la empresa «Foods Projects, S.A.» para arrendar computadoras y proporcionar el servicio para el cobro del Impuesto Único sobre Inmuebles en la municipalidad.

## Cultura

### Festividades y tradiciones
Las principales tradiciones del poblado son:
| Nombre                                      | Descripción | Fecha                 |
| ------------------------------------------- | --- | --------------------- |
| Novena del Niño Dios                        | Celebración religiosa del año nuevo litúrgico | Año Nuevo             |
| Visita al Cristo Negro de Esquipulas        | Visita a la imagen de Cristo cruficicado de la ciudad de Esquipulas; al retornar de esa ciudad, se queman cohetillos y se adornan las viviendas de los peregrinos. | 15 de enero           |
| Feria del Rosario                           | Se celebra la virgen del Rosario; entre las costumbres están la procesión de la virgen y el baile de «Don Chinto» | Mes de febrero        |
| Baile del Centurión                         | Baile de romanos en representación del centurión a cargo de los soldados que crucificaron a Cristo. | Viernes Santo         |
| Visita a Iztapa                             | Excursión a la costa del Océano Pacífico tras terminar las celebraciones de Semana Santa | Sábado de pascua      |
| Peregrinación al Cristo Negro de Esquipulas | Visita a la imagen de Cristo cruficicado de la ciudad de Esquipulas | Meses de mayo y junio |
| Antorchas de la libertad                    | Grupos de jóvenes corren en relevos para recoger antorchas en Antigua Guatemala y en el monumento a los Próceres en la Ciudad de Guatemala para celebrar la Independencia de Centroamérica. | 14 de septiembre      |
| Feria Patronal                              | En honor a San Miguél Arcángel. Se inicia al amanecer con una procesión que recorre la cabecera municipal. La feria está organizada por el comité católico y se instala alrededor del parque y la iglesia.                                                                                            | 29 de septiembre      |
| Honor a los difuntos                        | Se visitan y adornan las tumbas de los fallecidos con coronas de ciprés o flores. Una de las principales celebraciones es la del cerdo encebado, en la que un cochino es cubierto de cebo y regalado como premio a quien logre agarrarlo; esta celebración se realiza en el cementerio del municipio. | 1 de noviembre        |
| Baile de disfraces «Los Fieros»             | Baile de disfraces que se celebra desde las 8:00 a. m. hasta las 6:00 p. m. | 25 de diciembre       |

Una tradición entre los ladinos del municipio, es la «Danza de las Flores», que es una danza en donde todos los participantes dan vueltas alrededor, mientras música y versos son recitados. Esta tradición inició en la antigua capital de Santiago de los Caballeros de Guatemala, de donde se extendió a las poblaciones cercanas. Años después esta tradición fue tomada por la ciudad capital, la Nueva Guatemala de la Asunción. Esta danza folclórica también se realiza en otros municipios del departamento de Guatemala, por ejemplo en San Raymundo, Mixco, San Juan Sacatepéquez y Villa Nueva.[cita requerida]

## Deporte
El municipio de San Miguel Petapa cuenta con un equipo de fútbol, El Club Deportivo Petapa, el cual milita en la Primera División de Guatemala, la cual es la segunda categoría en la jerarquía futbolista guatemalteca, fue fundado el 16 de octubre de 1979, un equipo relativamente joven en el mapa guatemalteco. El Deportivo Petapa juega sus encuentros de local en el Estadio Julio Armando Cobar, ubicado en la ciudad de San Miguel Petapa a pocos metros del Parque Central. Su estadio cuenta con una capacidad de aproximadamente 7,500 espectadores. 
El objetivo de su fundación fue para inscribirlo en el campeonato local categoría libre, organizado por la Junta Deportiva Municipal, y para satisfacer las inquietudes de un grupo de deportistas, que más que eso, era un grupo de amigos que provenían de un club de infancia denominado "Club San Miguel".
A raíz de su fundación y su primera participación en un campeonato federado se logró campeonizar en dicho torneo lo que dio el derecho de representar al municipio en el campeonato Intermunicipal, del cual obtuvo el primer lugar, lo que le valió para representar al Departamento de Guatemala en el Torneo Departamental, obteniendo el Subcampeonato en una final en el Estadio Nacional Mateo Flores contra el equipo de San Cristóbal, de Alta Verapaz.
Como Subcampeones del torneo Departamental, se obtuvo el derecho de ascender a la Liga Mayor "C" (actualmente segunda división), en este momento los fundadores del Club al analizar la envergadura del compromiso adquirido con el ascenso del equipo, consideraron necesario fortalecer y formar la primera Directiva del Club, la cual fue integrada por personas de reconocida honorabilidad y con el suficiente entusiasmo y cariño al Pueblo de San Miguel Petapa, para engrandecer y darle un motivo de orgullo al municipio.
El mayor logro fue haber alcanzado las semifinales de la Liga Nacional en el Clausura 2017, en donde se quedaron a minutos de disputar su primera final en la máxima categoría y de luchar por un boleto continental, en aquella oportunidad quedó eliminado ante el Deportivo Guastatoya con un global de 5-4
San Miguel Petapa cuenta con varias canchas de fútbol sala y fútbol 11 que actualmente están siendo renovadas por la municipalidad, sin embargo su mayor  instalación deportiva es el Julio A. Cobar.
Uno de los mayores referentes de este municipio es el futbolista Mafre Icuté, llamado también ´´La joya petapeña´´  el cual actualmente se encuentra en Santa Lucía Cotzumalguapa FC